# Galaxea astreata
Galaxea astreata là một loài san hô trong họ Oculinidae. Loài này được Lamarck mô tả khoa học năm 1816.